# Hódos-patak
Hódos-patak är ett vattendrag i Ungern.   Det ligger i provinsen Borsod-Abaúj-Zemplén, i den norra delen av landet, 120 km nordost om huvudstaden Budapest.